# Heteromeringia sycophanta
Heteromeringia sycophanta är en tvåvingeart som beskrevs av Mitsuhiro Sasakawa 1966. Heteromeringia sycophanta ingår i släktet Heteromeringia och familjen träflugor. Inga underarter finns listade i Catalogue of Life.